# 64 Andromedae
64 Andromedae este o stea din constelația Andromeda.